# نادي غوريتسيا لكرة السلة
نادي غوريتسيا لكرة السلة (بالإيطالية: Nuova Pallacanestro Gorizia)‏ كان فريق كرة سلة إيطالي تأسس في سنة 1934 يقع في غوريتسيا، فريولي فينيتسيا جوليا، إيطاليا. لعب في ليغا باسكيت الدرجة الأولى. تم إيقاف أنشطة الفريق في سنة 2010 بسبب مشاكله المالية.